# Ophiopsila paucispina
Ophiopsila paucispina is een slangster uit de familie Ophiocomidae.
De wetenschappelijke naam van de soort werd in 1907 gepubliceerd door René Koehler.